# Infestation (maladie)
Pour les articles homonymes, voir infestation.

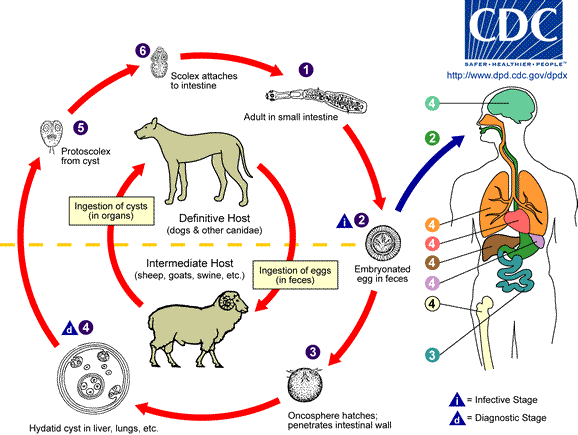
Echinococcus Life Cycle

L’infestation désigne l'envahissement d’un organisme vivant par des parasites non microbiens.
En agriculture, une infestation correspond à une contamination et un envahissement par des parasites ou des adventices,.
Par confusion avec l'infection, le terme infestation est parfois employé pour désigner l'envahissement d’un organisme vivant par des  microbes.